# Partido del Socialismo Democrático
El Partido del Socialismo Democrático (PDS, del alemán Partei des Demokratischen Sozialismus) fue un partido político alemán, heredero del antiguo Partido Socialista Unificado de Alemania (SED), la formación política que gobernó la República Democrática Alemana (RDA) entre 1949 y 1989. 
Después de cambiar su nombre a finales de ese año y reconvertirse en un partido de ideología socialista y de oposición, extendió su ámbito de actuación al territorio de toda la República Federal tras la reunificación alemana. En 2005 cambió nuevamente su denominación a Partido de la Izquierda (Die Linkspartei) con el fin de acoger en sus candidaturas a militantes de su nuevo aliado: Trabajo y Justicia Social – La Alternativa Electoral (WASG). Finalmente, ambos partidos se unirían en junio de 2007 para formar el nuevo partido "La Izquierda" (Die Linke). El PDS siempre se vio afectado por el estigma de ser considerado el partido del antiguo régimen comunista de la RDA.

## Historia

### Fundación e inicios
Los orígenes del partido se encontraban en el colapso en 1989 del régimen comunista en la República Democrática Alemana, que provocó una profunda crisis dentro del Partido Socialista Unificado de Alemania (Sozialistische Einheitspartei Deutschlands o SED), que había sido el principal partido de la Alemania oriental entre 1949 y 1989. El antiguo SED fue desmantelado desde dentro y el 16 de diciembre de 1989 cambió su denominación por la de Partido Socialista Unificado de Alemania-Partido del Socialismo Democrático (SED-PDS), proclamando la "ruptura irrevocable con el estalinismo como sistema". En febrero de 1990 se produjo una nueva refundación de la formación política, adoptando ya solo el nombre de Partido del Socialismo Democrático (Partei des Demokratischen Sozialismus, PDS). En ese momento pasaron al PDS más de 280 000 militantes y cuadros del antiguo SED.
Poco después de su fundación, el partido participó en las que iban a ser las últimas elecciones parlamentarias de la RDA, en las cuales el PDS obtuvo apenas un 16.4% de los votos. La mayor sorpresa la marcó la CDU germano-oriental, que se hizo con buena parte de los votos. El PDS se opuso a una rápida unificación con la Alemania occidental, pero la Volkskammer (controlada por los partidarios de la reunificación) votó mayoritariamente a favor, y esta se produjo finalmente el 2 de octubre de 1990. Dos meses se celebraron elecciones federales en la Alemania reunificada, en las cuales el PDS logró entrar en el Bundestag por primera vez. A pesar del estigma de ser considerados el partido del antiguo régimen comunista, el PDS recogió el voto de los antiguos votantes comunistas en el Este y logró obtener 17 parlamentarios en el Bundestag.
Las cuestiones legales sobre el pago de impuestos atrasados o los antiguos activos del SED se resolvieron en 1995, con la firma de un acuerdo entre el PDS y la Comisión Independiente sobre la propiedad de los partidos políticos y las organizaciones de masas de la RDA.
Después de lograr la entrada en el parlamento federal alemán (Bundestag) en las elecciones de octubre de 1990, a lo largo de la siguiente década siguió presente en la vida política alemana. En 2002 el PDS volvió a perder su grupo parlamentario, quedándose solo con dos diputadas que habían sido elegidas directamente en sus respectivas circunscripciones en el Berlín Este. No obstante, el PDS sí logró entrar en todos los parlamentos regionales del este de Alemania e incluso logró la participación en el gobierno de los estados federados de Berlín (2001-2009) y de Mecklemburgo-Pomerania Occidental (1998-2006), junto con el Partido Socialdemócrata de Alemania (SPD).

### Período de expansión

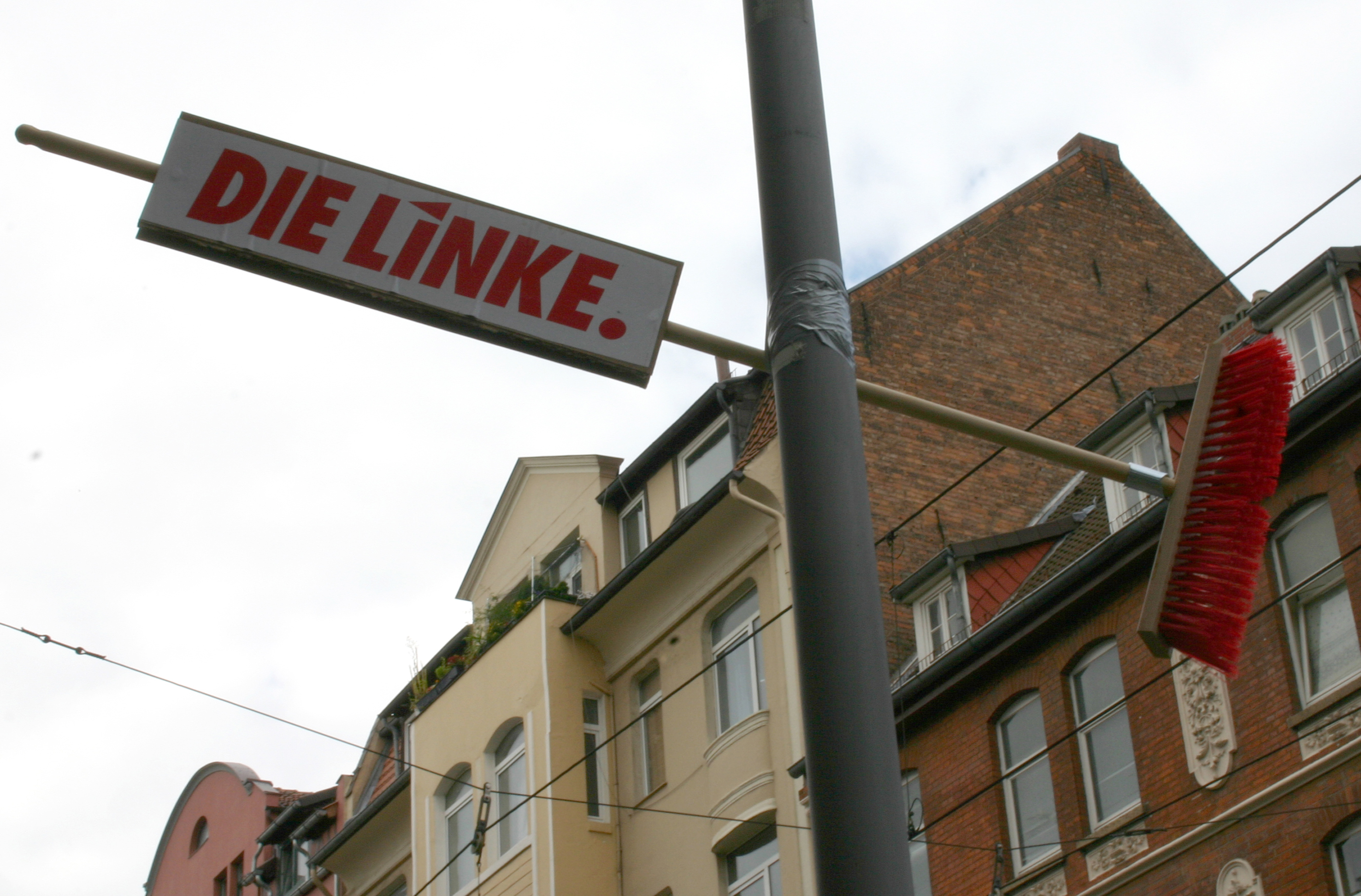
Campaña electoral de 2005.

A causa de las impopulares reformas socioeconómicas del gobierno socialdemócrata de Gerhard Schröder, el PDS logró perfilarse a partir de 2003 como una alternativa más a la izquierda del tradicional Partido Socialdemócrata, aunque no consiguió despegar en las encuestas por el lastre de su herencia comunista y pese al rechazo de las posiciones más autoritarias del SED, ya que en el mismo momento de su fundación declaró su «ruptura irrevocable con el estalinismo como sistema»; por ejemplo, en 2001, con motivo del 40 aniversario de la construcción del Muro, la Ejecutiva nacional del PDS repitió que su partido se había «liberado irrevocablemente del estalinismo del SED» y además afirmó que «la construcción del muro era la prueba, en cemento, de la inferioridad del modelo de socialismo estalinista de la RDA frente al entonces real modelo de capitalismo de la República Federal».
Esto cambió pocos meses antes de las elecciones legislativas de septiembre de 2005, cuando el 9.º Congreso del PDS aprobó la alianza con Trabajo y Justicia Social – La Alternativa Electoral (WASG), una escisión del SPD liderada por el expresidente socialdemócrata Oskar Lafontaine que contaba con un cierto apoyo entre los sindicatos principales. Dado que no era posible, en tan corto tiempo, una fusión formal de los dos partidos, el PDS decidió rebautizarse y permitir la presencia de miembros de la WASG en sus listas. En las elecciones, este nuevo partido, llamado Linkspartei.PDS, obtuvo 4,1 millones de votos, el 8,7% del total, y 54 escaños. En junio de 2007, se ratificó oficialmente la fusión de WASG y PDS y se fundó el actual partido Die Linke («La Izquierda»).
Después del éxito electoral de septiembre de 2005, el Partido de la Izquierda sufrió un severo revés en las elecciones regionales de Berlín, donde caía del 22,6% al 13,4% (aunque pudo repetir la coalición con el SPD), y Mecklemburgo, donde logró repetir el número de votos, pero perdió la participación en el gobierno que había tenido antes, ya que el SPD prefirió pactar con la CDU.

Logo del partido, hacia 2005.

No obstante, la entrada en el parlamento de Bremen en las elecciones regionales de mayo de 2007 fue otro éxito del partido, puesto que se consideraba que con este resultado estaba empezando a echar raíces también en el oeste. Aun así, todos los demás partidos del Bundestag siguieron excluyendo posibles pactos con el Partido de la Izquierda a escala federal.
Cabe destacar, además, que esta fue la única vez en toda su historia que el PDS logró entrar en un parlamento regional occidental.

### Refundación
La cuestión de la fusión entre el PDS y el WASG estuvo a debate durante largo tiempo. Hasta 2006 no avanzaron los planes de fusión, sobre todo a causa de las elecciones regionales en el Land de Berlín que se iban a celebrar en septiembre de ese año. En esta ciudad, el Partido de la Izquierda llevaba gobernando cinco años en coalición con el SPD, mientras que la sección regional de la WASG se posicionó claramente a la izquierda del gobierno. La división entre las secciones berlinesas de ambos partidos paralizó cualquier proceso de fusión a nivel federal, pero esta llegó cuando finalmente el 16 de junio de 2007 se creó Die Linke a través de la fusión de los dos partidos. Con ello, Die Linke se convirtió así en el principal partido izquierdista de Alemania.

## Ideología
Ideológicamente, estaba encuadrado en el espacio de los partidos de izquierda anticapitalista, y en el ámbito de la Unión Europea se integró dentro del Partido de la Izquierda Europea. Se abanderó como defensor de políticas sociales y de la lucha contra las guerras, obteniendo votos sobre todo en las zonas más afectadas por el malestar social, el paro, el desmantelamiento de la industria y la eliminación de las ventajas sociales del régimen socialista. Aunque la ideología principal del partido era el socialismo democrático, seguían existiendo en su seno algunas corrientes comunistas, como la llamada "Plataforma Comunista".
La crisis económica y la mala situación de la Alemania oriental tras la introducción del capitalismo les granjearon numerosos apoyos, especialmente entre los pensionistas y la juventud, siendo visto el PDS como sucesor de la extinta república socialista. Eso le suponía desde el inicio un apoyo global medio que rozaba el 20-25% de los votos (y hasta un 40% en algunas regiones, como Berlín oriental), un elevado número de diputados regionales y el gobierno de varios ayuntamientos, algunos tan importantes como el de Leipzig, segunda ciudad de la Alemania oriental. En cambio, en el oeste de Alemania el partido apenas solía lograr el 5% de los votos y prácticamente no estaba presente en los parlamentos regionales.

## Resultados electorales

### Elecciones a laCámara Popular
| Año  | # de votos | % de votos | # de escaños obtenidos | +/– |
| ---- | ---------- | ---------- | ---------------------- | --- |
| 1990 | 1 892 381  | 16.4 (#3)  | 66/400                 | -   |

### Elecciones federales
| Año  | # de votos directos | # votos por lista | % de votos por lista | # de escaños | +/- |
| ---- | ------------------- | ----------------- | -------------------- | ------------ | --- |
| 1990 | 1,049,245           | 1,129,578         | 2.4 (#5)             | 17/662       | -   |
| 1994 | 1,920,420           | 2,066,176         | 4.4 (#5)             | 30/672       | 13  |
| 1998 | 2,416,781           | 2,515,454         | 5.1 (#5)             | 36/669       | 6   |
| 2002 | 2,079,203           | 1,916,702         | 4.0 (#5)             | 2/603        | 34  |
| 2005 | 3,764,168           | 4,118,194         | 8.7 (#4)             | 54/614       | 52  |

### Elecciones al Parlamento Europeo
| Año  | # de votos | % de votos | # de escaños obtenidos | +/– |
| ---- | ---------- | ---------- | ---------------------- | --- |
| 1994 | 1,670,316  | 4.7 (#5)   | 0/99                   | -   |
| 1999 | 1,567,745  | 5.8 (#4)   | 6/99                   | 6   |
| 2004 | 1,579,693  | 6.1 (#5)   | 7/99                   | 1   |